# District minier de Baiyun
Le district minier de Baiyun (白云矿区 ; pinyin : Báiyún Kuàngqū) est une subdivision administrative au nord de la région autonome de Mongolie-Intérieure en Chine. Il est placé sous la juridiction de la ville-préfecture de Baotou.
On y trouve à proximité des mines à ciel ouvert de terres rares, visibles sur la photo satellite.